# سنچری‌لینک

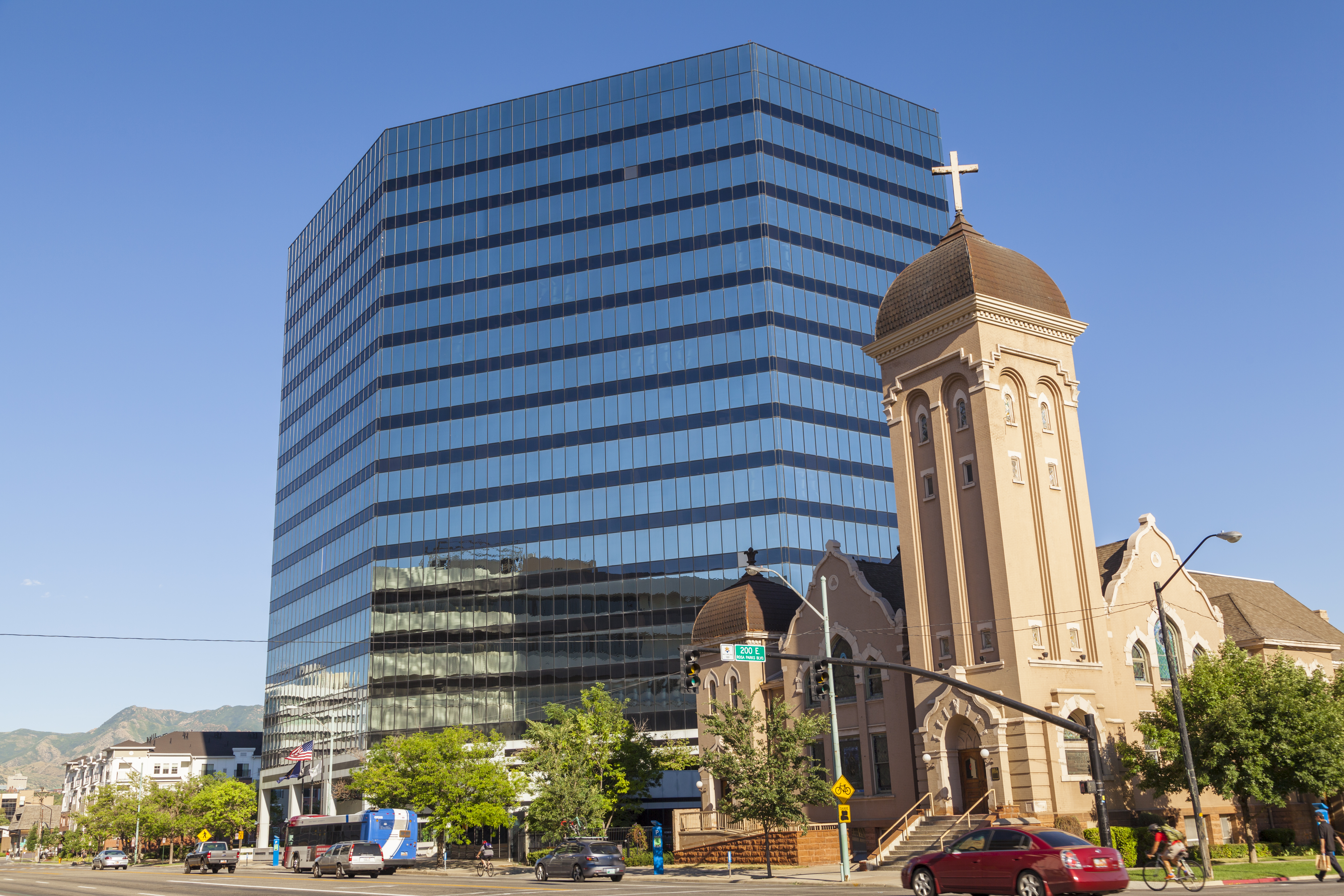
ساختمان اداری شرکت سنچری‌لینک در شهر سالت‌لیک‌سیتی

سنچری‌لینک (به انگلیسی: CenturyLink) شرکت مخابرات آمریکایی است، که در زمینه ارائه خطوط تلفن ثابت و فیبر نوری، دسترسی به اینترنت و خدمات اینترنتی، سرویس‌های تلویزیون دیجیتال، خدمات شبکه‌های مخابراتی، سرویس‌های میزبانی وب و میزبانی فایل فعالیت می‌کند.
ریشه‌های تأسیس این شرکت به سال ۱۹۳۰ بازمی‌گردد که اف. ای. هوگان اقدام به راه‌اندازی شرکت اووک ریج تلفن کمپانی در شهر اووک ریج، لوئیزیانا نمود. شرکت سنچری‌لینک در حال حاضر پس از شرکت‌های ای‌تی اند تی و ورایزن کامیونیکیشنز، به‌عنوان سومین ارائه‌دهنده خدمات ارتباطات راه‌دور در ایالات متحده آمریکا شناخته می‌شود.
دفتر مرکزی این شرکت در شهر منروو، لوئیزیانا، ایالات متحده آمریکا قرار دارد و بخشی از سهام آن در بازار بورس نیویورک معامله می‌شود.